# Raffaele Galli
Raffaele Galli (Firenze, 21 febbraio 1824 – Firenze, 2 gennaio 1889) è stato un flautista e compositore italiano.

## Biografia
Non disponendo di notizie biografiche dettagliate, si riporta per intero la voce GALLI RAFFAELLO di Fortunato Sconzo: “Flautista di grande merito e continuatore della classica grande scuola italiana, ebbe l'onore di essere il flautista del collegio dei professori di musica di S. Gaetano, socio della Filarmonica Fiorentina, membro onorario della R. Accademia e perito tecnico di flauto nel R. Istituto Musicale. Pubblicò moltissime composizioni per flauto, quali concerti, divertimenti, fantasie, trascrizioni varie di motivi di opere teatrali, duetti e altro. Il suo metodo L'indispensabile che ha voluto molte ristampe, contiene quei famosi veramente istruttivi “trenta esercizi” non troppo rispettati dalla moderna mania correttrice!”

## Composizioni
Galli scrisse essenzialmente per flauto. I suoi lavori furono pubblicati a Milano da Casa Ricordi, da Gio. Canti, da Lucca; a Torino da Giudici&Strada; a Udine da Berletti; a Firenze da Berletti e da Lorenzi.
Salvo diversa indicazione si intende: flauto e pianoforte:
- Souvenir di Beethoven s.n.
- Linda di Chamonix di Donizetti, op. 46
- Semiramide di Rossini, secondo capriccio op. 47
- Un sollievo all'amicizio- La Traviata, op. 48
- Il Melanconico – cantilena originale, op. 49
- Una sera in mare, notturnino del M° Palloni, op. 52
- Macbeth di Verdi, divertimento op. 59
- La Bizzarria-Capriccio fantastico op. 92
- La Traviata di Verdi, op. 95, per 2 flauti
- L'indispensabile metodo per flauto
- Un ballo in Maschera di Verdi, op. 110 n. 10
- Lucrezia Borgia di Bellini, op. 128
- Lucia di Lamermoor di Donizetti, op. 130
- Norma di Bellini, op. 132
- Beatrice di Tenda, op. 134
- Galanterie Musicali – Attila di Verdi, op. 135 n. 9
- Il Trovatore di Verdi, op. 138
- Tre divertimenti di sala di Bellini, op. 139-141
- Marino Faliero, op. 142
- Frasi Melodiche - Maria Padilla, op. 143
- I Puritani di Bellini op. 150 per 2 flauti
- I Masnadieri di Verdi op. 155
- Guglielmo Tell di Rossini, op. 156
- La Sonnambula di Bellini, primo divertimento op. 157 per 2 flauti
- Duetto'No Matilde non morra' dalla Matilde di Shabran di Rossini, op. 164
- Il Barbiere di Siviglia, op. 198 per 2 flauti e pianoforte
- Faust di Gounod, op. 212 n. 1
- La Sonnambula di Bellini, divertimento op. 219
- Il Conte Ory di Rossini, op. 223
- Aida di Verdi, divertimento op. 293
- La Gioconda di Ponchielli, divertimento op. 315 per 2 flauti e pianoforte
- Ruy Blas, op. 319 n. 3
- Sotto il verone, op. 375
- In riva all'Arno – Divertimento brillante, op. 383